# Dasineura ulmaria
Dasineura ulmaria är en tvåvingeart som först beskrevs av Bremi 1847.  Dasineura ulmaria ingår i släktet Dasineura och familjen gallmyggor. Inga underarter finns listade i Catalogue of Life.